# Olha Kossatch-Kryvyniouk
Olha Kossatch-Kryvyniouk (en ukrainien : Ольга Косач-Кривинюк, 26 mai 1877 – 11 novembre 1945), est une médecin, traductrice et écrivaine ukrainienne.

## Vie personnelle et carrière
Elle est la fille de Petro Antonovytch Kossatch et de Olena Ptchilka, sœur de Lessia Oukraïnka.
Elle est membre de la Prosvita et travaille par la traduction d’œuvres anglophones, françaises ou russes en langue ukrainienne sous le pseudonyme de Olena Zirka.

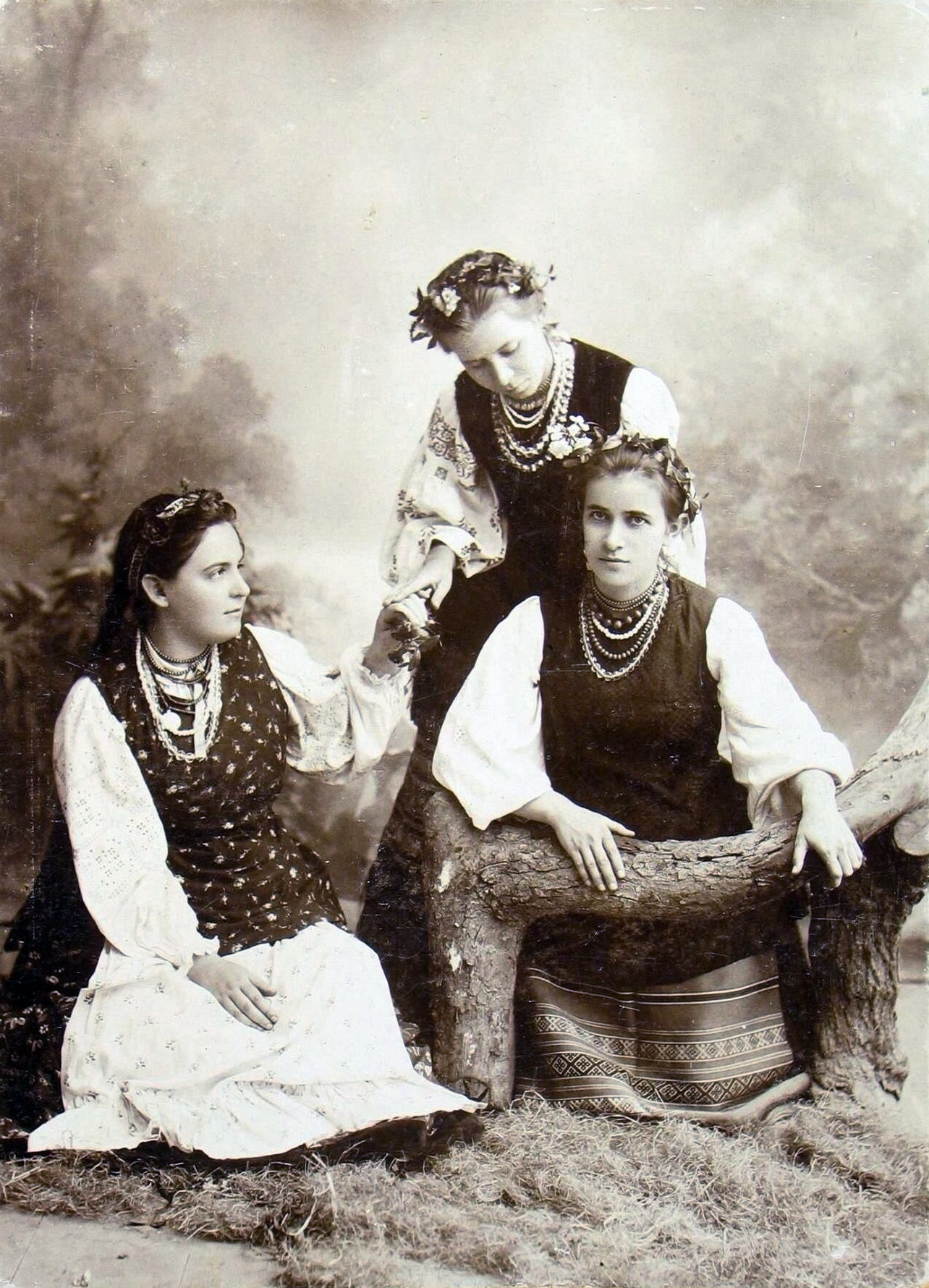
En 1896 avec Oksana Starytska-Stechenko et Lessia Oukraïnka.

Elle a commencé ses études à Kiev puis à l'Université médicale d'Etat Pavlov de Saint-Petersbourg pendant lesquelles elle participe à la société secrète Hromada (en), ce qui lui valut d'être emprisonnée. Elle fut médecin de 1910 à 1922 à la Zemstvo de Lotsmanska Kamianka, près de l'actuelle Dnipro.
Elle fuit avec sa famille les soviets et la famine qui sévissait pour s'établir à Mohyliv-Podilskyï où elle devint enseignante. En 1924 elle retournait à Kiev pour être enseignante puis travaillait dans la bibliothèque médicale et scientifique de la ville.
En 1944 elle se rendait à Prague avec un arrêt à Lviv où elle confie le travail qu'elle avait fait sur la vie de sa sœur à Maria Derkach, elle meurt à Augsbourg.
En 1970 fut publié à  New York «  Леся Українка: хронологія життя і творчости »  (Lessia Oukraïnka : Chronologie de sa vie et de son œuvre créative) à partir des écrits d'Olha.